# آکاری ماتسوکوبو
آکاری ماتسوکوبو (انگلیسی: Akari Matsukubo؛ زادهٔ ۲۵ اوت ۱۹۹۶) بازیکن فوتبال اهل ژاپن است.